# Klubb Maritim

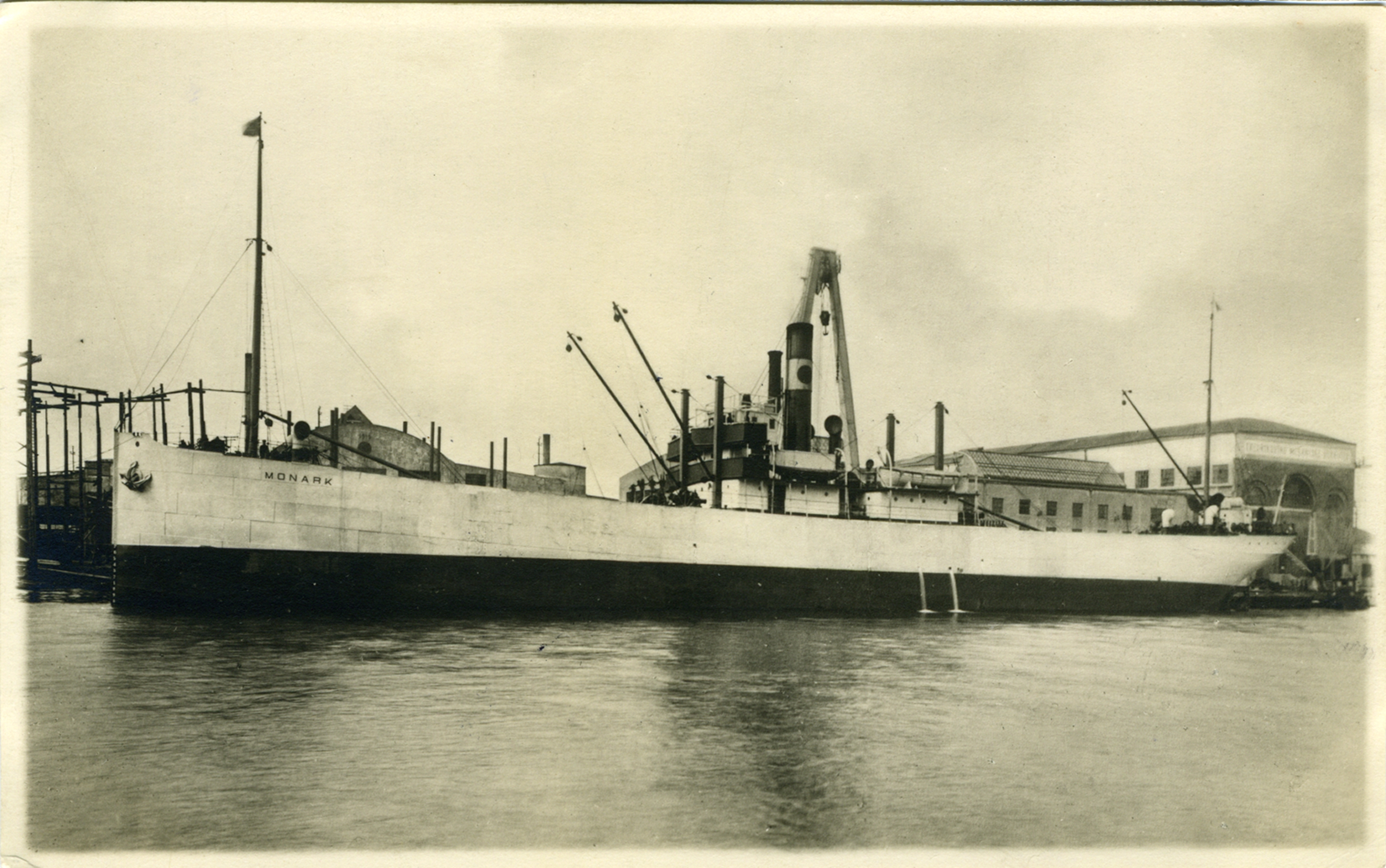
Lastångaren S/S Monark av Fredrikstad-typen, byggd 1914 på Fredrikstad Mekaniske Verksted, i tjänst 1928–1938 inom Arnold de Champs rederi Monark Line, huvudtema för föreningens tidskrift Båtologen nr 5, 2022

Klubb Maritim – Svensk Sjöfartshistorisk Förening är en ideell förening, som bildades 1963 för intresserade av sjöfarts- och fartygshistoria.
Klubb Maritim grundades den 24 augusti 1963 i Helsingborg av några fartygsentusiaster. Initiativtagare var skribenten och "båtologen" Walter Nilsson, som skrev ett upprop i tidskriften Svensk sjöfartstidning. Walter Nilsson valdes till första ordförande, och var ordförande 1963–1973 och 1975–1984. Klubb Maritim förvaltar hans omfattande bildsamling.
På hösten 1963 öppnade lokalavdelningar i Göteborg och Stockholm. När föreningen firade 50-årsjubileum 2013 uppgick medlemsantalet till över 4 000, en av världens största föreningar av detta slag. Klubb Maritim har avdelningar på tolv orter i Sverige, vilka arrangerar lokala möten, där medlemmar träffas och diskuterar allt som har med sjöfart att göra. 
Föreningen har (2023) omkring 3 200 medlemmar.

## Skrifter
Klubb Maritim ger sedan 1963 ut medlemstidningen Båtologen, som utkommer sex gånger per år och innehåller artiklar om sjöfart, rederihistoria samt nyheter om bland annat fartygsförsäljningar och bokutgivningar.
Västra kretsen av Klubb Maritim ger ut tidskriften Länspumpen, som startades 1972 i Göteborg, med fyra nummer per år.